# Amblyomma varium
Amblyomma varium är en fästingart som beskrevs av Koch 1844. Amblyomma varium ingår i släktet Amblyomma och familjen hårda fästingar. Inga underarter finns listade i Catalogue of Life.